# 阿達斯·尤什凱維丘斯
阿達斯·尤什凱維丘斯（1989年1月3日—），立陶宛籃球運動員。他現在效力於立陶宛球隊萊塔斯籃球俱樂部。他也是立陶宛國家籃球隊的一員，代表立陶宛參加了2014年籃球世界杯。